# Pethia conchonius
Cá hồng cam hay còn gọi là cá hoa hồng hay còn gọi là cá đòng đong vàng (Danh pháp khoa học Pethia conchonius) là loài cá trong họ Cyprinidae, chúng di chuyển lanh lẹ và bơi theo bầy đàn. Cá hoa hồng khỏe mạnh và là loài cá dễ nuôi.